# Bukavu
Bukavu (in passato chiamata anche Costermansville o Costermansstad) è una città della Repubblica Democratica del Congo, capoluogo della provincia del Kivu Sud. Ha una popolazione di circa 806 940 abitanti (2012).
Situata sulla riva ovest del Lago Kivu, è sede di un aeroporto ed è amministrativamente suddivisa in 4 comuni: Bagira, Ibanda, Kadutu e Kasha.

## Amministrazione

### Gemellaggi
- Palermo, dal 1998[1]